# Acalolepta elongata
Acalolepta elongata är en skalbaggsart som först beskrevs av Stefan von Breuning 1935.  Acalolepta elongata ingår i släktet Acalolepta och familjen långhorningar.
Artens utbredningsområde är:
- Bangladesh.
- Laos.
- Burma.

Inga underarter finns listade i Catalogue of Life.